# Rezerwat przyrody Dziobaki
Dziobaki – leśny rezerwat przyrody w gminie Ujsoły (powiat żywiecki), w pobliżu miejscowości Rycerka Górna i Soblówka. Znajduje się w Beskidzie Żywieckim, w grupie Wielkiej Raczy, na północno-zachodnim grzbiecie Majcherowej. Utworzony został zarządzeniem Ministra Ochrony Środowiska, Zasobów Naturalnych i Leśnictwa z dnia 11 grudnia 1995 r. (M.P. z 1996 r. nr 2, poz. 27). Zajmuje powierzchnię 13,06 ha. Leży na terenie Żywieckiego Parku Krajobrazowego. Obszar rezerwatu podlega ochronie czynnej.
Celem utworzenia rezerwatu było zachowanie ze względów naukowych i dydaktycznych dobrze wykształconych powierzchni buczyny karpackiej i jaworzyny ziołoroślowej w reglu dolnym.
Rezerwat położony jest na północnych stokach góry Majcherowej (1105 m) ponad dolinką potoku Dziobaki, w przedziale wysokości 850–1020 m n.p.m. Obejmuje oddział lasu nr 169c Nadleśnictwa Ujsoły.
W rezerwacie występują następujące zespoły leśne:
- żyzna buczyna karpacka w postaci śląsko-żywieckiej (w dolnej i środkowej części rezerwatu);
- jaworzyna ziołoroślowa (w górnej części rezerwatu).

W żyznej buczynie karpackiej zwarcie drzew jest duże, sięga 90%. Podstawowym elementem drzewostanu jest buk zwyczajny, któremu towarzyszą klon jawor i jodła pospolita. Warstwę krzewów tworzy podrost wymienionych drzew. Runo rozwinięte jest tu bardzo bujnie. Obok żywca gruczołowatego i żywca cebulkowego występuje tu również żywiec dziewięciolistny, gatunek charakterystyczny także dla żyznej buczyny sudeckiej. Często występują również niecierpek pospolity, szczyr trwały i lepiężnik biały. Z rzadszych gatunków spotkamy tu m.in. lilię złotogłów.
Jaworzyna ziołoroślowa wykształciła się na stromym zboczu, zbudowanym w części z trudno przepuszczalnych łupków, z licznymi źródliskami. Zwarcie drzewostanu jest tu niewielkie, wynosi 30-50%. Drzewostan tworzą buk zwyczajny i klon jawor z niewielkim udziałem świerka pospolitego. Warstwa krzewów prawie wcale nie wykształcona. W przeciwieństwie do niej bardzo dobrze wykształcona jest warstwa runa, osiągająca zwarcie do 100%. Dominują w niej gatunki ziołoroślowe, jak miłosna górska, lepiężnik biały, wietlica alpejska. Mniejszy udział mają takie gatunki, jak omieg górski, modrzyk górski, jaskier platanolistny, rutewka orlikolistna czy ciemiężyca zielona. Warstwa mszysta nie odgrywa w tym zbiorowisku istotnej roli.